# Niederwald (Zwitserland)
Niederwald is een gemeente en plaats in het Zwitserse kanton Wallis, en maakt deel uit van het district Goms.
Niederwald telt 45 inwoners.

## Geboren in Niederwald
César Ritz, 23 februari 1850, grondlegger van de Ritz-hotelketen.